# DUF Rejser
DUF Rejser er et dansk rejsebureau der ligger iKøbenhavn. DUF Rejser har speciale i rejser til Bulgarien og primært Sunny Beach, Mallorca primært Magaluf og Ayia Napa som ligger på Cypern. DUF Rejser den største udbyder af ungdomsrejser i Danmark.[kilde mangler]
DUF Rejser er primært samarbejdspartner med Den Glade Viking. 